# Gueule de bois

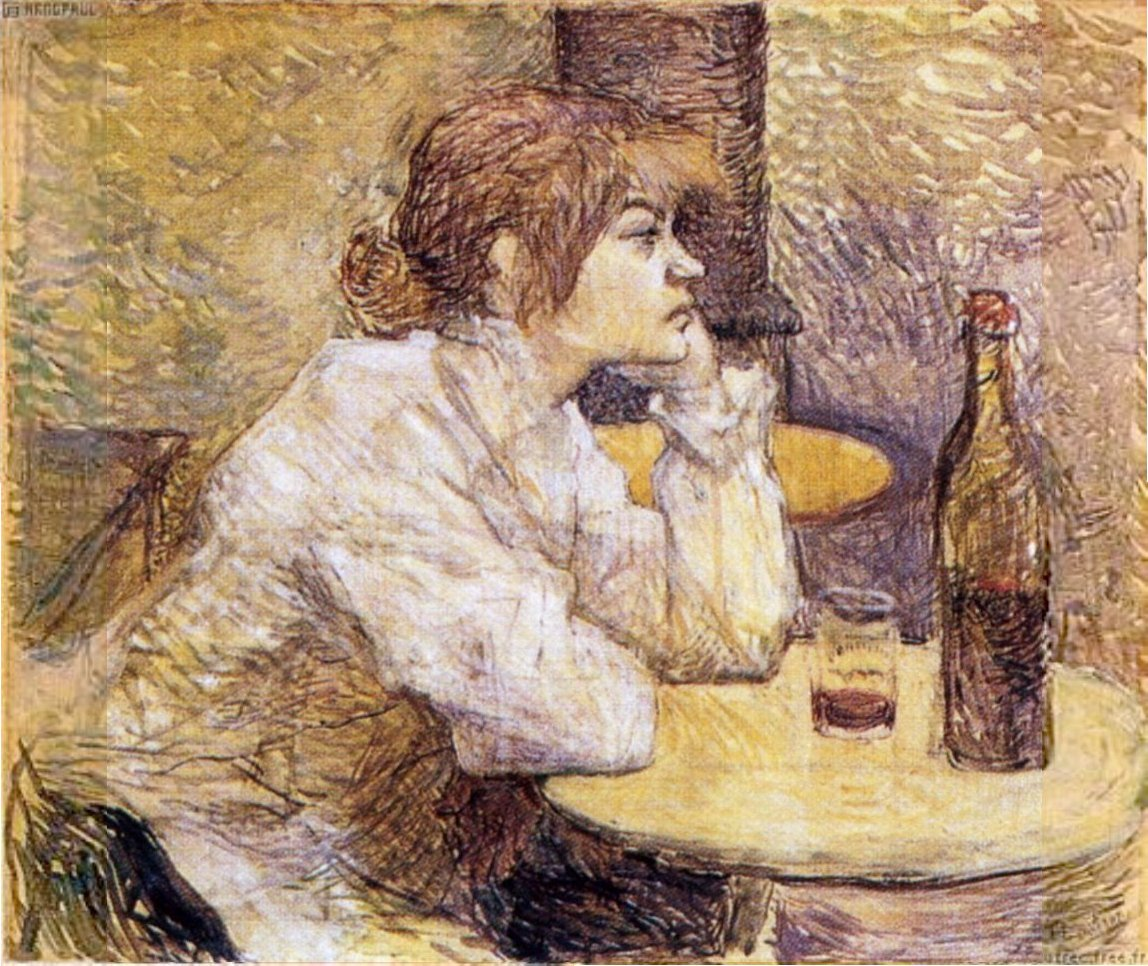
Gueule de bois, pittura di Henri de Toulouse-Lautrec, nella collezione del Fogg Art Museum.

Guele de Bois o Portrait de Suzanne Valadon è un quadro dipinto tra il 1887 e il 1888 da Toulouse-Lautrec. La tela è conservata nel Fogg Art Museum, a Cambridge. Le dimensioni della pittura sono 47,1 x 55,5 cm.